# RPO (Raketenwerfer)
Der RPO (russisch РПО, Реактивный пехотный огнемёт, „Reaktiver Flammenwerfer der Infanterie“) ist ein leichter, tragbarer Raketenwerfer der Firma KBP, der eine Brand-, Blend- oder Explosivladung verschießt. Das Startrohr kann nur einmal verwendet werden; es wird nach dem Gebrauch weggeworfen. Der RPO dient der Bekämpfung von Infanteristengruppen, Gebäuden, Bunkern sowie leicht gepanzerter Fahrzeuge.

## Geschichte

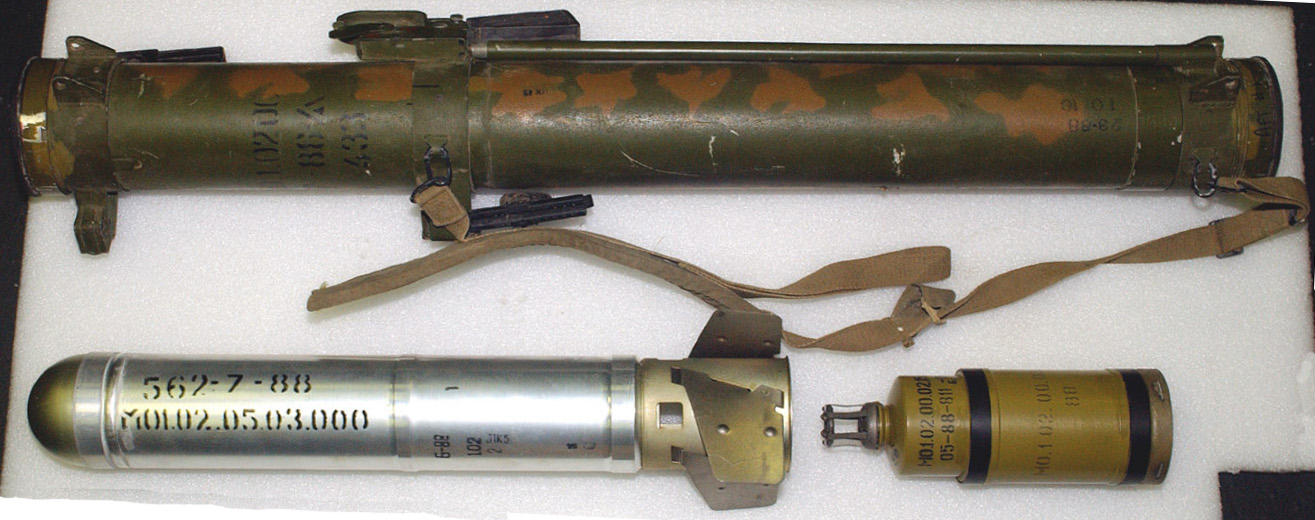
RPO-A-Startrohr und Rakete.

Das erste Modell der RPO-Serie, der RPO Rys (rus. РПО „Рысь“, dt. Luchs) wurde im Jahre 1979 bei der sowjetischen Armee eingeführt. Das System ersetzte dort die alten Flammenwerfer. Der Gefechtskopf der RPO-Rakete war mit 4 Liter Napalm gefüllt. Beim Aufschlag verspritzte die Brandmischung auf einer Fläche von 3 × 40 m, die danach für 1–2 Minuten brannte. Das System wurde in großem Umfang in Afghanistan gegen die Mudschaheddin eingesetzt und erwies sich als äußerst effektiv (aufgrund dessen wurde ihm von den Mudschaheddin der Spitzname Schaitan Truba („Teufelsrohr“) gegeben). Der RPO Rys wurde mittlerweile ausgemustert und durch den RPO-A ersetzt.
Das Nachfolgesystem RPO-A „Schmel“ (rus. РПО-А „Шмель“, dt. Hummel) wurde im Jahre 1984 eingeführt. Dieses System ist mit einem thermobarischen Sprengkopf ausgerüstet. Die thermobare Wirkladung besteht aus 2,1 kg Isopropylnitrat (IPN bzw. OM-100MI-3L). Dieser Sprengkopf erzeugt eine große Druck- und Hitzewirkung. Die Sprengkraft entspricht etwa der einer Standard-122-mm-Artilleriegranate. Der RPO-A wurde auch in Tschetschenien eingesetzt. Die Detonation fügt den Gegnern Verbrennungen, Gefäßschäden sowie schwere Schäden an den inneren Organen zu. Der RPO-A dient zur Bekämpfung gedeckter Waffen im städtischen Umfeld sowie zur Zerstörung von Unterständen und leichtgepanzerten Fahrzeugen.
Der später eingeführte RPO-Z ist mit einem Brandgefechtskopf bestückt. Die Brandladung besteht aus 20 mit Brandmasse gefüllten Pellets. Bei der Detonation wird eine Fläche von 4 × 30 m in Brand gesetzt. Die Branddauer beträgt 5–7 Minuten. Mit dem RPO-Z können Gebäude, Gelände und Öltanks in Brand gesetzt werden.
Der RPO-D ist mit einem raucherzeugenden Sprengkopf bestückt. Mit einem Schuss wird eine dichte Rauchwand von 55–90 Meter Länge erzeugt. Die Rauchwirkung bleibt für 1,5–2 Minuten bestehen.
Im Dezember 2003 wurde der RPO Schmel-M PDM-A (kurz: RPO Schmel-M) bei den russischen Streitkräften eingeführt. Die Sprengkraft soll gegenüber den Vorgängermodellen um 50 % gestiegen sein (entsprechend 5,5 kg TNT) bei einer Gewichtsreduzierung um 36 % auf ca. 7,6 kg. Das Kaliber soll von 93 mm auf 90 mm geändert worden sein. Durch einen verbesserten Antrieb soll die Einsatzentfernung gegen gepanzerte Fahrzeuge auf 450 m und die Reichweite auf 1.700 m gesteigert worden sein.
Das computergestützte Trainingssystem für die Varianten RPO-A, RPO-D und RPO-Z trägt die Bezeichnung 9F700-2.

## Übersicht der RPO-Raketenwerfer
| System               | RPO            | RPO-A     | RPO-Z                 | RPO-D            | RPO-M     |
| -------------------- | -------------- | --------- | --------------------- | ---------------- | --------- |
| Einführungsjahr      | 1979           | 1984      | 1986                  | 1986             | 2003      |
| Kaliber              | 95 mm          | 93 mm     | 93 mm                 | 93 mm            | 90 mm     |
| Systemgewicht        | 11,3 kg        | 11,1 kg   | 11,0 kg               | 11,3 kg          | 8,8 kg    |
| Gewicht Rakete       | 8,0 kg         | 6,5 kg    | unbekannt             | unbekannt        | 7,6 kg    |
| Gewicht Gefechtskopf | 4,0 kg         | 2,1 kg    | 2,1 kg                | 2,3 kg           | 3,2 kg    |
| Typ Gefechtskopf     | Brand (Napalm) | Thermobar | Brand (OM-12 Pyrogel) | Rauch (Phosphor) | Thermobar |
| Einsatzreichweite    | 300 m          | 600 m     | 1000 m                | 1000 m           | 1700 m    |